# Bedroom Floor
"Bedroom Floor" é canção do cantor inglês Liam Payne. Foi composta por Jacob Kasher Hindlim, Charlie Puth, Ammar Malik, Steve Mac, Aaron Jennings e Noel Zancanella, sendo produzida por Mac e Ben Rice. Foi lançada em 20 de outubro de 2017, através da Republic Records e Capitol Records, como segundo single do único álbum solo de Payne, LP1 (2019).

## Faixas e formatos
| Download digital |                 |         |  |
| N.º              | Título          | Duração |  |
| 1.               | "Bedroom Floor" | 3:08    |  |

## Videoclipe
O videoclipe foi lançado em 6 de novembro de 2017 e dirigido por Declan Whitebloom, sendo estrelado pela atriz Bella Thorne como o interesse amoroso de Payne.

## Performances ao vivo
Payne fez a primeira performance de "Bedroom Floor" no programa The X Factor, em 28 de outubro de 2017. Em 28 de novembro de 2017, Payne fez uma participação no programa The Ellen DeGeneres Show, onde fez a segunda performance da música.

## Histórico de lançamento
| País           | Data                  | Formato(s)                  | Gravadora        |
| -------------- | --------------------- | --------------------------- | ---------------- |
| Mundo          | 20 de outubro de 2017 | Download digital, streaming | Capitol Records  |
| Estados Unidos | 24 de outubro de 2017 | Contemporary hit radio      | Republic Records |